# Walter Massey
Walter Edward Hart Massey (* 19. August 1928 in Toronto, Ontario; † 4. August 2014 in Montreal, Québec) war ein kanadischer Schauspieler und Synchronsprecher.

## Leben
Massey lernte das Schauspiel an den Professional Broadway Workshops. Er trat auf dem Joseph Papps NY Shakespeare Festival, dem Bulldog, dem National Arts Centre und dem Centaur Theatre in Montreal als Bühnendarsteller in Erscheinung. Er war Mitbegründer des King’s Theatre auf Prince Edward Island, des Piggery Theatre und der Dramatikerwerkstatt. Er ist außerdem Gründungsmitglied von Canadian Actors 'Equity und war über 34 Jahre in den Leitungsgremien der lokalen und nationalen Verbände tätig.
Ab Ende der 1950er Jahre begann er in ersten Spielfilmen und einzelnen Episoden verschiedener Fernsehserien mit dem Filmschauspiel. Von 1960 bis 1963 stellte er den Charakter des Luther Sandburg in der Fernsehserie Shoestring Theatre dar. In Spielfilmen übernahm er fast ausschließlich Nebenrollen so in Blutsverwandte, Bravery in the Field, Zombie Nightmare oder Finish – Endspurt bis zum Sieg. 1988 verkörperte er in der Fernsehserie Lance et compte II die Rolle des Bill Simpson. Von 1997 bis 1999 verkörperte er in der Fernsehserie Lassie die Rolle des Dr. Donald Stewart.
Seit 1970 ist er außerdem als Synchronsprecher tätig und lieh anfänglich überwiegend Anime-Charakteren seine Stimme. Fast zwanzig Jahre sprach er den Schuldirektor Herbert Haney in der Zeichentrickserie Erdferkel Arthur und seine Freunde. Verschiedene Charaktere synchronisierte er in über 20 Episoden der Fernsehserie Landmaus und Stadtmaus auf Reisen. Er sprach die Rolle des Nepol in 23 Episoden der Fernsehserie Galidor: Defenders of the Outer Dimension. Von 2004 bis 2007 übernahm er verschiedene Charaktersynchronisationen in der Zeichentrickserie Tripping the Rift – böse, geil und außerirdisch.

## Filmografie

### Schauspiel
- 1958: Now That April’s Here
- 1958–1959: The Unforeseen (Fernsehserie, 2 Episoden)
- 1958–1960: General Motors Theatre (Fernsehserie, 4 Episoden)
- 1959: A Cool Sound from Hell
- 1960: First Person (Fernsehserie, 2 Episoden)
- 1960–1963: Shoestring Theatre (Fernsehserie, 7 Episoden)
- 1962: Georges-Étienne Cartier: The Lion of Québec (Kurzfilm)
- 1965: Seaway (Fernsehserie, Episode 1x05)
- 1966: Illegal Abortion
- 1968: D’Iberville (Fernsehserie, Episode 1x29)
- 1969: Don’t Let the Angels Fall
- 1971: Blutjunge Nymphomaninnen (Loving and Laughing)
- 1971: Family Court (Fernsehserie)
- 1971: Polizeiarzt Simon Lark (Dr. Simon Locke) (Fernsehserie, Episode 1x09)
- 1975: Vier heiße Tage (The Heatwave Lasted Four Days)
- 1977: J.A. Martin photographe
- 1977: The 1 CAG Story (Kurzfilm)
- 1978: Blutsverwandte (Les liens de sang)
- 1978: Morgen gibt es kein Erwachen (Tomorrow Never Comes)
- 1978: Duplessis (Mini-Serie, Episode 1x06)
- 1978: Einsame Gegner (Two Solitudes)
- 1978: Terre humaine (Fernsehserie, Episode 1x09)
- 1978: Jacob Two-Two Meets the Hooded Fang
- 1979: Bravery in the Field (Kurzfilm)
- 1980: Agency – Botschaft des Bösen (Agency)
- 1980: Amber Waves (Fernsehfilm)
- 1981: Ab in die Ewigkeit (Happy Birthday to me)
- 1981: Gas
- 1981: Black Mirror
- 1981: Edgar Allan, détective (Fernsehserie)
- 1981: Hard Feelings
- 1983: Mission: Nordpol (Cook & Peary: The Race to the Pole) (Fernsehfilm)
- 1984: Hotel New Hampshire (The Hotel New Hampshire)
- 1984: Evil Judgment
- 1984: Flucht zu dritt (Mrs. Soffel)
- 1985: Breaking All the Rules
- 1985: Blue Line
- 1985: Eternal Evil – Das ewige Böse (The Blue Man)
- 1985: Discussions in Bioethics: Happy Birthday (Kurzfilm)
- 1985–1987: Le parc des braves (Fernsehserie, 2 Episoden, verschiedene Rollen)
- 1986: Finish – Endspurt bis zum Sieg (The Boy in Blue)
- 1986: Bevor die Falle zuschnappt (Morning Man)
- 1986: Spearfield’s Daughter (Mini-Serie)
- 1986: Le dernier havre
- 1987: Insel der tausend Träume (Shades of Love: Lilac Dream)
- 1987: Ford: The Man and the Machine (Fernsehfilm)
- 1987: Night Zoo – Kreaturen der Nacht (Un zoo la nuit)
- 1987: Zombie Nightmare
- 1988: Lance et compte II (Fernsehserie, 7 Episoden)
- 1988: American Eiskrem 2 – Jetzt ist der Bär los (State Park)
- 1988: No Blame (Fernsehfilm)
- 1988: Malarek
- 1989: Red Earth, White Earth (Fernsehfilm)
- 1989: Unbekannte Dimensionen (The Twilight Zone) (Fernsehserie, Episode 3x21)
- 1989: Jacknife
- 1989: Snake Eater’s Revenge
- 1990: Whispers
- 1991: Urban Angel (Fernsehserie, Episode 1x03)
- 1991: The Hidden Room (Fernsehserie, Episode 1x05)
- 1991: Nelligan
- 1992: La conquête de l’Amérique I
- 1993: Double or Nothing: The Rise and Fall of Robert Campeau
- 1993: Armen and Bullik (Fernsehfilm)
- 1994: Mrs. Parker und ihr lasterhafter Kreis (Mrs. Parker and the Vicious Circle)
- 1994: Die Tochter des Maharadschas (The Maharaja's Daughter) (Mini-Serie, 3 Episoden)
- 1994: Grusel, Grauen, Gänsehaut (Are You Afraid of the Dark?) (Fernsehserie, Episode 4x08)
- 1994–1995: Lady Cops (Fernsehserie, 3 Episoden)
- 1995: Hart aber herzlich: Max’ Vermächtnis (Hart to Hart: Two Harts in 3/4 Time) (Fernsehfilm)
- 1996: Space Cases (Fernsehserie, Episode 1x10)
- 1997–1999: Lassie (Fernsehserie, 28 Episoden)
- 1999: Quand je serai parti... vous vivrez encore
- 1999: Bonanno: A Godfather’s Story
- 1999: Patrouille 03 (Fernsehserie, Episode 1x06)
- 1999: Monet: Shadow and Light (Fernsehfilm)
- 1999: Dead Silent
- 2000: Waking the Dead
- 2000: Grusel, Grauen, Gänsehaut (Are You Afraid of the Dark?) (Fernsehserie, 3 Episoden)
- 2001: Varian’s War – Ein vergessener Held (Varian’s War) (Fernsehfilm)
- 2002: The Stork Derby (Fernsehfilm)
- 2005: Das größte Spiel seines Lebens (The Greatest Game Ever Played)
- 2006: My First Wedding
- 2006: Bethune (Fernsehserie, 3 Episoden)
- 2007: My Daughter’s Secret (Fernsehfilm)
- 2007: Weihnachten mit Dennis – Eine schöne Bescherung! (Dennis the Menace Christmas)
- 2008: Summer House (Fernsehfilm)
- 2009: The Velveteen Rabbit

### Synchronisation
- 1970: Espolio (Kurzfilm)
- 1975: A Token Gesture (Kurzfilm)
- 1978: Canada Vignettes: Hudden and Dudden and Donald O'Neary (Kurzfilm, Erzähler)
- 1978: Uchu Kubo Blue Noah (Zeichentrickserie, 13 Episoden)
- 1980: Die kleinen Zwurze (Mori no Yōki na Kobito-tachi: Berufi to Rirubitto) (Zeichentrickserie, 2 Episoden)
- 1982–1983: Die geheimnisvollen Städte des Goldes (Taiyō no Ko Esuteban) (Zeichentrickserie, 39 Episoden)
- 1983: The Contour Connection (Kurzfilm, Erzähler)
- 1984: Jan zonder vrees (Zeichentrickfilm)
- 1984: Koara bôi Kokkî (Zeichentrickserie)
- 1985: Bumpety Boo – Der kleine gelbe Superflitzer (Hey! Bumbo) (Zeichentrickserie, Episode 1x01)
- 1986: Im Land des Zauberers von Oz (Ozu no Mahōtsukai) (Zeichentrickserie)
- 1987: The Wonderful Wizard of Oz (Zeichentrickfilm)
- 1987: The Marvelous Land of Oz (Zeichentrickfilm)
- 1987: Future Block (Kurzfilm)
- 1987: First Journey, Fort William (Kurzfilm, Erzähler)
- 1988: Die Bobobobs (Bobobobs) (Zeichentrickserie, Episode 1x01)
- 1988: The Smoggies (Zeichentrickserie)
- 1988: Of Dice and Men (Zeichentrickkurzfilm)
- 1989: Das Dschungelbuch – Die Serie (Janguru Bukku Shōnen Mōguri) (Zeichentrickserie, Episode 1x01)
- 1989: Baron Münchhausen in a Whale of a Tale: A German Legend (Zeichentrickkurzfilm)
- 1990: The Jungle Book (Zeichentrickfilm)
- 1990: Die Flugbärchen kommen! (The Little Flying Bears) (Zeichentrickserie)
- 1990–1991: Samurai Pizza Cats (Kyatto Ninden Teyandē) (Zeichentrickserie, 3 Episoden)
- 1991: Second Début (Zeichentrickkurzfilm)
- 1993: Les histoires du Père Castor (Zeichentrickserie)
- 1993: David Copperfield (Zeichentrickfilm)
- 1995: Halloween According to Old Weird Harold (Erzähler)
- 1996: Arsène Lupin, der Meisterdieb (Les exploits d’Arsène Lupin) (Zeichentrickserie)
- 1996: Der blaue Pfeil (La freccia azzurra) (Zeichentrickfilm)
- 1996–2015: Erdferkel Arthur und seine Freunde (Arthur) (Zeichentrickserie, 61 Episoden)
- 1997–1998: Landmaus und Stadtmaus auf Reisen (The Country Mouse and the City Mouse Adventures) (Zeichentrickserie, 25 Episoden)
- 2000: For Better or for Worse (Zeichentrickserie, 2 Episoden)
- 2001: Alles klar, Sharon Spitz? (Braceface) (Zeichentrickserie, 3 Episoden)
- 2002: La légende du sapin de Noël (Animationsfilm)
- 2002: Galidor: Defenders of the Outer Dimension (Fernsehserie, 23 Episoden)
- 2002: Arthur: It’s Only Rock ’n’ Roll (Zeichentrickfilm)
- 2003: Caillou’s Holiday Movie (Zeichentrickfilm)
- 2004: Arthur’s Halloween (Zeichentrickfilm)
- 2004–2007: Tripping the Rift – böse, geil und außerirdisch (Tripping the Rift) (Animationsserie, 16 Episoden)
- 2012: Gummibär: The Yummy Gummy Search for Santa (Animationsfilm)